# Udo Dirkschneider
Pour les articles homonymes, voir Udo.
Udo Dirkschneider est un chanteur de heavy metal allemand né le 6 avril 1952 à Wuppertal.
Il était le chanteur et membre fondateur du groupe Accept, et se voit actuellement remplacé à ce poste par Mark Tornillo (ex-TT Quick). Lors de la séparation avec Accept, il fonde le groupe U.D.O. en 1987 au sein duquel il officie toujours.

## Caractéristique
Le chant de Dirkschneider est connu pour sa voix aiguë et éraillée, qui confère un caractère teigneux et incisif à la musique d'Accept et d'U.D.O. Beaucoup de gens méconnaissant le groupe ont souvent cru qu'Udo plagiait le style de Brian Johnson de AC/DC. Mais même si Accept a été clairement inspiré par ce groupe, il faut cependant préciser qu'Udo avait déjà recours depuis des années à ce style de chant avant même que Brian Johnson ne rejoigne AC/DC en 1980. Donc il n'y a pas de plagiat ni dans un sens, ni dans l'autre. Par ailleurs, le chant de Dirkschneider est beaucoup plus incisif et agressif que celui de Johnson.
Au début de sa carrière, la tessiture de sa voix couvrait des hauteurs très aiguës (les chansons d'Accept Starlight, Turn me on) mais sa voix était moins agressive et éraillée. Avec le temps le timbre tranchant et la texture granuleuse de sa voix se sont renforcées. Mais il semble avoir perdu de sa tessiture, certainement en raison de son tabagisme. Il chante désormais dans un registre plus médium. Starlight, par exemple, est désormais chantée une octave en dessous de l'interprétation originale.

## Caractère
Il est connu pour son caractère opiniâtre, peu enclin aux compromis en musique. Il a une vision sans concession de l'esthétique de U.D.O. et d'Accept, ce qui a créé à plusieurs reprises des tensions au sein du groupe Accept, notamment avec le guitariste Wolf Hoffmann. Déjà à l'époque de Balls to the Wall (1984), mais c'est surtout à l'époque de Predator (1996) que les tensions furent les plus fortes, car aux yeux d'Udo, le groupe s'éloignait de son esprit originel. Très traditionaliste en termes d'esthétique musicale, il reste attaché aux formules qui ont fait le succès d'Accept dans les années 1980.

## Autres projets
Outre ses performances dans U.D.O. et dans Accept, Dirkschneider a participé à différents enregistrements, notamment en 1984 avec Raven pour une reprise de Born to be Wild de Steppenwolf. Plus récemment, il a enregistré en compagnie de Doro Pesch, une reprise de Judas Priest, Breaking the Law en version power-ballad.
Il a aussi fait une apparition dans le clip vidéo de la chanson Shtil' (Штиль) du groupe de heavy metal russe Aria, groupe dont il est très proche.
Il a également collaboré avec le célèbre romancier allemand Wolfgang Hohlbein pour illustrer un de ses romans avec des chansons, notamment Azrael et the song of Necro.
Dirkschneider a fait une apparition sur l'album The Arockalypse (2006) de Lordi sur le titre They Only Come Out At Night. À ce propos, Lordi a affirmé dans le journal Kerrang que des titres du groupe U.D.O comme Don't look back ou Blitz of Lightening avaient changé sa vie. 
Il s'est également impliqué dans la création du label Breaker Records, pour produire son groupe et quelques autres groupes proches tels que le groupe de son frère Peter Dirkschneider Vanize ou de la petite amie de son frère Cyberya.

## Dirkschneider (2016-2017)
En 2016, il effectue sous le nom de Dirkschneider une tournée intitulée Farewell to Accept consacrée exclusivement au répertoire de son ancien groupe. Udo Dirkschneider a pendant longtemps considéré l'approche de son groupe U.D.O dans la stricte continuité de la musique de son ancien groupe Accept des années 1980, voire comme une réincarnation de celui-ci quand ce dernier s'est retiré pendant près de seize ans. Le groupe U.D.O avait pour habitude, depuis ses débuts en 1987, d'inclure de nombreuses chansons issu du répertoire d'Accept au cours de ses prestations scéniques. Mais depuis la reformation de ce dernier, Udo Dirkschneider dit être fatigué des comparaisons continuelles faites entre les performances de son groupe et celle de ses ex-comparses. En conséquence, en 2015, il annonce vouloir renoncer à inclure  définitivement tous les titres d'Accept qui faisaient jusqu'alors partie de ses prestations scéniques régulières afin de se concentrer exclusivement sur le répertoire de son groupe riche de nombreux albums depuis les années 1980. Afin que cette transition ne soit pas trop brutale pour les fans, il entame une sorte de tournée d'adieu à la musique d'Accept en 2016, dont l'objet sera de jouer une toute dernière fois les grands classiques d'Accept en concert. Après quoi il entend refermer à jamais le chapitre Accept. Le groupe prend à l'occasion de cette tournée le nom de Dirschneider pour le différencier des activités du groupe U.D.O. Mais il s'agit bel et bien du même groupe comprenant tous les membres actuels du groupe d'U.D.O., y compris le fils du chanteur, Sven Dirkschneider. Le répertoire joué pour cette tournée est exclusivement centré sur la musique d'Accept des années 1980. Ainsi le groupe entame tout au long de l'année 2016 le tour de l'Europe, à l'exception de la France qui a été entièrement exclue de la tournée. Cette série de concerts s'est ensuite étendue outre-atlantique. mais la tournée connaissant un succès beaucoup plus grand que prévu se voit étendue sur l'année 2017 avec plusieurs dates supplémentaires. L'album Live - Back to the Roots est enregistré à cette occasion.

## Anecdotes
Le personnage Dark Schneider dans le manga et la série animée japonaise Bastard!! est directement inspiré du nom du chanteur.

## Discographie

### Accept
- 1979: Accept
- 1980: I'm a Rebel
- 1981: Breaker
- 1982: Restless and Wild
- 1984: Balls to the Wall
- 1985: Kaizoku-Ban (EP)
- 1985: Metal Heart
- 1986: Russian Roulette
- 1990: Staying a Life (Live)
- 1993: Objection Overruled
- 1994: Death Row
- 1996: Predator
- 1997: All Areas: Worldwide (Live)
- 1998: The Final Chapter (Live)
- 2002: Rich & Famous (EP)

### U.D.O.
- 1987: Animal House
- 1989: Mean Machine
- 1990: Faceless World
- 1991: Timebomb
- 1997: Solid
- 1998: No Limits
- 1999: Holy
- 2001: Live From Russia
- 2002: Man And Machine
- 2003: Nailed To Metal - The Missing Tracks
- 2004: Thunderball
- 2005: 24/7 EP
- 2005: Mission No. X
- 2007: Mastercutor
- 2009: Dominator
- 2011: Rev Raptor
- 2013: Steelhammer
- 2015: Decadent
- 2018:  Steelfactory
- 2020:  "We Are One" en collaboration avec Das Musikkorps Der Bundeswehr
- 2021:  "Game Over"
- 2023:  "Touchdown"

### Dirkschneider
- 2016: Live - Back to the Roots
- 2025: Balls to the Wall Revisited

### Dirkschneider & The Old Gang
- 2021:Every Heart is Burning
- 2021:Arising
- 2025 : Babylon

### Udo Dirkschneider
- 2022:  "My Way"

### Apparitions d'invités et autre travail
- Raven - Break the Chain (EP) (1983)
- Raven - All for One (1983)
- Faithful Breath - Gold 'n' Glory (1984)
- Street Fighter - Shoot You Down (1985)
- Muro – Acero Y Sangre (1987)
- Zeltinger Band – Ich Bin Ein Sünder (1989)
- Zeltinger Band – Der Mönch Von Köln / Ein Fluch (1989)
- Zeltinger Band – F.C.-Lied (1989)
- Accept - Eat the Heat (1989)
- The Alex Parche Project - The Alex Parche Project (1990)
- Parche - Son of a Healer (1993)
- Parche - Prohibido El Paso (1994)
- Ton Of Bricks – Blind (1995)
- A Tribute to Judas Priest: Legends of Metal (1996)
- J.B.O. – Meister Der Musik (1998)
- Various Artists (WWF/WWE) - Steve Austin's Stone Cold Metal (1998)
- Atrocity – Non Plus Ultra (1989-1999) (1999)
- A Tribute to Accept Vol. 1 (1999)
- HammerFall - I Want Out (Single) (1999)
- HammerFall - The First Crusade (1999)
- Witchery - Witchburner (1999)
- HammerFall - Renegade (Single) (2000)
- Ария - Tribute to Harley-Davidson II (2001)
- A Tribute to Accept Vol. 2 (2001)
- HammerFall - The Templar Renegade Crusades (2002)
- Ария - 	Штиль (Compilation) (2002)
- Cannibal Corpse - Worm Infested (2002)
- Wolfgang Hohlbein - Die Spur des Hexers (Audiobook) (2003)
- Doro - Classic Diamonds (2004)
- Majesty - Hellforces (2006)
- Lordi - The Arockalypse (2006)
- Bang Your Head Festival - Best Of! (2006)
- Bang Your Head Festival - 10th Anniversary (2006)
- AnJ - 100 миль по прямой (2006)
- Doro - 20 Years A Warrior's Soul (2006)
- Sturm und Drang - Learning to Rock (International Edition) (2007)
- HammerFall - Masterpieces (2008)
- Live at Wacken 2008 (2009)
- Sister Sin - True Sound of the Underground (2009)
- Wacken Hymne (2010)
- Monterrey Metal Fest - Vol. III (2010)
- Kissin' Dynamite - Addicted to Metal (2010)
- Evil One - Militia of Death (2010)
- Evil Disposition - Jingle Bells (Single) (2010)
- Amon Amarth - Surtur Rising (2011)
- Pushking - The World As We Love it (2011)
- Live at Wacken 2010 (2011)
- Bullet Boys - Rocked & Ripped (2011)
- Masters of Rock 2011 (2011)
- WarCry - Omega (2012)
- Jettblack - Raining Rock (2012)
- Empires of Eden - Channeling the Infinite (2012)
- Imperial State Electric – Radio Electric (2013)
- Puscifer - Donkey Punch The Night (2013)
- Lujuria - Sexurrección (2013)
- Lion Twin - Day of Anger (2013)
- Lazy Bonez - First to Go Last to Know (Single) (2013)
- Thomsen - Unbroken (2014)
- Mob Rules - Timekeeper (20th Anniversary Box) (2014)
- Manimal - Trapped in the Shadows (2015)
- Doro - Strong and Proud 30 Years of Rock and Metal (2016)
- Heavens Below - Good Morning Apocalypse (2016)
- FB1964 - Störtebeker (2017)
- Blood God – Rock'N'Roll War Machine (2017)
- Cannibal Corpse - Red Before Black (2017)
- Saber Tiger – Money (2019)
- Howling Giant - Shoot to Thrill (Single) (2021)
- Lordi - Abusement Park (2022)
- Ronnie Romero - Raised on Heavy Radio (2023)
- Nils Berger, Henning Heup -  L.B. Steel Und Die Geschöpfe Der Nacht (2023)